# 분스
분스는 이마트가 운영하는 드러그스토어이자 유일하게 편의점 위드미 동시에 운영하고 있다.
2017년 5월 31일부터는 모든 분스매장을 부츠 매장으로 전환하면서 역사속으로 사라지게 되었다.

## 연혁
- 2012년 서울 지역 개설

## 점포
| 지역명    | 해당 지역 점포명(총 4개)          |
| 서울(3개) | 명동점 / 고속터미널점 / 목동SSG점 |
| 부산(1개) | 센텀점                            |

2016년 기준.

## 과거에 존재했던 지점
- 강남점
- 목동점
- 의정부점
- 마린시티점
- 부산 사이먼점
- 홍대점
- 여주 사이먼점
- 대학로점
- 고속터미널점

## 멤버십 카드
신세계 멤버십 카드를 매장에서 즉시 수령하고 등록해야 한다. 단, 등록시 이마트를 선택하고 분스 매장명을 입력하여 매장을 선택해야 한다. 이마트 멤버십 카드와 중복 등록이 가능하다. 또한 분스비회원, 분스회원 부분만 포인트 차이가 있다.